# Маркиза де Бренвилье
Мари́-Мадле́н-Маргари́та Дрё д’Обрэ́, маркиза де Бренвилье́ (фр. Marie-Madeleine-Marguerite d'Aubray, Marquise de Brinvilliers, 2 июля 1630, Париж — 17 июля 1676, там же) — французская отравительница, с задержания которой началось нашумевшее дело о ядах.

## Биография
Мари-Мадлен родилась в 1630 году. Её отец Антуан Дре д‘Обре был богат и знатен. Мать состояла в родстве с видными политическими и религиозными деятелями той эпохи. Перед смертью она просила супруга воспитать их пятерых детей людьми богобоязненными.
В 1651 году Мари-Мадлен вышла замуж за маркиза де Бренвилье, стала матерью семерых детей.
Её отец Антуан Дрё д’Обрэ (фр. Antoine Dreux d'Aubray) (возможно, недовольный её поведением) устроил заключение под арест в 1663 году её возлюбленному, капитану кавалерии Жану Батисту де Годен де Сент-Круа, которого посадили в камеру с итальянским алхимиком Экзили, обвиняемым в изготовлении и продаже ядов. После освобождения Годен де Сент-Круа использовал полученные от Экзили знания, и увлёкся алхимией и составлением ядов.
В 1666 году маркиза де Бренвилье с его помощью отравила своего отца, а в 1670 году — двух братьев (Антуана и Франсуа) и сестру, наследницей которых она была. Ходили недоказанные слухи о других её отравлениях — в частности, её прислуги и бедняков, которых она посещала в парижских больницах, якобы испытывая свои яды на них. Годен де Сент-Круа сам умер в 1672 году по непонятным причинам, найденные после его смерти бумаги и ампулы яда выдали отравительницу (возможно, он шантажировал любовницу этими бумагами). Маркиза бежала, скрывалась в Лондоне, Голландии и Фландрии, но была найдена в льежском монастыре и препровождена во Францию в 1676 году.
Её попытка покончить с собой не удалась, и после долгого судебного процесса (29 апреля — 16 июля 1676), в ходе которого преступница сначала полностью отрицала свою вину, а затем призналась во всех злодеяниях, маркиза де Бренвилье была подвергнута пытке питьём, обезглавлена и сожжена.
Причиной совершённых ею убийств называют её претензии на большое наследство отца, влияние любовника, вымогавшего у неё деньги, или просто патологическую жестокость. Есть также предание, что в детстве она была изнасилована родным братом.
Её громкое дело взбудоражило всю Францию, когда всевозможных гадалок, целительниц, алхимиков-любителей заподозрили в изготовлении «порошков для наследников», и вызвало к жизни политизированную кампанию поиска отравительниц в высшем свете, в результате которой три десятка женщин были казнены по обвинению в колдовстве и отравлениях.

## Культурные аллюзии
Обстоятельства суда и казни маркизы переданы в письмах госпожи де Севинье, а позднее в очерке Александра Дюма «Маркиза де Бренвилье» из серии «История знаменитых преступлений». Они отозвались в новелле Гофмана Мадемуазель де Скюдери (1819), составили материал драмы Эжена Скриба Маркиза де Бренвилье и оперы Обера на её основе (обе 1831), а также многих других произведений европейской литературы, музыки, кино (Роберт Браунинг, Эмиль Габорио, Артур Конан Дойль, Джон Диксон Карр и др.).
Маркиза де Бренвилье фигурирует в романе Михаила Булгакова «Мастер и Маргарита» — она появляется среди гостей на Великом балу у Сатаны.
Упомянута в книге Маркиза де Сада «Жюльетта». Герои восхищаются жизнью этой женщины, как она с большой ловкостью принимая на себя маску милосердия и добродетели, занималась распутством и травила людей.
В романе «Граф Монте-Кристо» её имя тоже упоминается при разговоре графа Монте Кристо с Элоизой де Вильфор. Жена Вильфора, услышав рассказ о ней, задумала таким же способом заполучить наследство Валентины для своего сына. Она отравила маркиза и маркизу де Сен-Меран, пыталась отравить Нуартье (в результате умер его лакей Барруа) и Валентину.
Также упомянута в серии книг «Анжелика» французских писателей Анн и Серж Голон. В некоторых романах из этой серии рассказывалось про обряды, которые она проводила вместе с Годен де Сент-Круа и прочих соучастниках, отравлении бедняков в квартале Марэ, аресте и казни.